# Namacpacan-Kirche
Koordinaten: 16° 51′ 12″ N, 120° 22′ 35″ O
Die Namacpacan-Kirche, auch bekannt als Santa Catalina de Alejandria ist eine römisch-katholische Pfarrkirche in Luna (früher Namacpacan), La Union auf den Philippinen unter der Verwaltung des Bistums San Fernando de La Union. Die auch als Luna Church bezeichnete Kirche wurde 1690 der heiligen Katharina von Alexandrien geweiht und ist bekannt für die Verehrung Unserer Lieben Frau von Namacpacan.
Die Kirche wurde vom Nationalmuseum der Philippinen zu einem National Cultural Treasure erklärt.

## Kirchengeschichte
Seit 1587 war die Kirche eine Filialkirche der Pfarrkirche von Purao (heute als Balaoan bekannt). Am 25. November 1690 wurde die Stadt gegründet und unter Anrufung der heiligen Katharina eine Pfarre kanonisch errichtet. Ursprünglich befand sich die Kirche in Darigayos, einem Stadtteil Namacpacans, bis sie 1741 an ihrer heutigen Stelle errichtet wurde. Das Bildnis Unserer Lieben Frau von Namacpacan wurde 1871 in der Kirche aufgestellt.

## Bauwerk
Wie andere Kirchen, die in erdbebenanfälligen Gebieten der Philippinen gebaut wurden, handelt es sich bei der Namacpacan-Kirche um ein Bauwerk im Earthquake Baroque mit dicken Wänden und Strebepfeilern, die teilweise mit einer Außentreppe aus Backsteinen verbunden sind. Die weiß-gelbe Fassade aus dem Jahr 1872 ist im Barockstil gestaltet, die Giebelfelder sind gerundet. Drei Paar doppelter Halbsäulen bzw. zwei Paar einfacher Halbsäulen übereinander gliedern die Fassade der Kirche, die von einem Paar von Glockentürmen auf beiden Seiten abgeschlossen wird. Im Innern der Kirche finden sich ein Hochaltar aus Holz, eine in spanischer Zeit entstandene Kanzel aus Stein und ein Relief aus Holz, das die Taufe Jesu zeigt und das wahrscheinlich ursprünglich polychrom war.
Der Konvent der Augustiner wird inzwischen als Schule genutzt.

## Verehrung Unserer Lieben Frau von Namacpacan

### Geschichte
Das hölzerne Bildnis der Jungfrau Maria wird verehrt als Unsere Liebe Frau von Namacpacan und ist lokal unter den Iloko als Apo Baket bekannt. Es wurde 1871 auf Veranlassung des Augustiners P. Camilo Naves am Immaculate Conception Seminary in Vigan in Spanien bestellt. Auf dem Transport nach Vigan geriet die spanische Galeone mit dem Bildnis in einen Sturm, vor dem der Kapitän in Darigayos Schutz suchte. Die Galleone setzte ihren Weg fort, nachdem sich das Meer beruhigt hatte, doch starke Winde zwangen das Schiff zurück in den Hafen von Darigayos. Der Kapitän des Schiffes entschied, dass das Bildnis auf dem Landweg nach Vigan geschickt werden solle, und es wurde vorübergehend im Konvent untergebracht. Das Bild erwies sich danach allerdings als zu schwer, um auf dem Landweg transportiert zu werden. P. Naves deutete den Zwischenfall als Zeichen, das Bild Unserer Lieben Frau in der Kirche von Namacpacan zu belassen. Vater Marcelino Ceballos, der damalige Gemeindepfarrer bat dann P. Naves, der Stadt das Marienbildnis zu überlassen. Aufgrund der Zustimmung der Bürger der Stadt, alle Kosten zu begleichen, die während des Transportes des Bildnisses aus Spanien angefallen waren, übergab der rechtmäßige Eigentümer das Bildnis der Stadt. Die Bürger feierten die Ankunft des Bildnisses mit einem Fest und stellten es auf einem Altar im nördlichen Teil der Kirche auf. Das Bildnis wurde aufgrund eines besonderen Dekrets von Papst Johannes XXIII. durch den Päpstlichen Nuntius Salvatore Siino am 24. November 1959 kanonisch gekrönt. Das Bildnis Unserer Lieben Frau von Namacpacan ist 1,92 m hoch; es ist das größte bekannte Marienbildnis auf den Philippinen. Unsere Liebe Frau von Namacpacan gilt unter den Ilocano als Schutzheilige der Reisenden.

### Zugeschriebene Wunder
Es sind mehrere Unserer Lieben Frau von Namacpacan zugeschriebene Wunder bekannt, einschließlich der Heilung eines jungen Mädchens namens Rosal Roldan, die von Geburt an nicht laufen konnte. Bevor Papst Pius XII. starb, sah er angeblich die Jungfrau Maria in Namacpacan. Der Papst erkundigte sich, wo sich Namacpacan befindet, doch niemand kannte den Ort, und erst nach dem Tod des Papstes wurde die Frage beantwortet.